# Étienne Youté Kinkoué
Étienne Ludovic Youté Kinkoué (* 14. Januar 2002 in Lyon) ist ein französisch-kamerunischer Fußballspieler, der beim Le Havre AC in der Ligue 1 spielt.

## Karriere

### Verein
Kinkoué begann seine fußballerische Ausbildung 2008 beim FC Traînel. Nach zwei Jahren, im Jahr 2010 wechselte er zum FC Nogentais. Diesen verließ er im Sommer 2014 und wechselte ins Jugendzentrum des ES Troyes AC. Dort spielte er fünf Jahre lang bis zur U19-Mannschaft und wechselte schließlich nach Italien zu Inter Mailand. In der Saison 2019/20 spielte Kinkoué 18 Mal in der U19-Liga und achtmal in der UEFA Youth League, wobei er einmal traf. Die Saison 2020/21 beendete er mit insgesamt 29 Einsätzen für die A-Junioren in der Liga.
Im Sommer 2021 wechselte er nach Griechenland und unterschrieb dort einen Vertrag bei der zweiten Mannschaft von Olympiakos Piräus. Am dritten Spieltag der Spielzeit 2021/22 debütierte er im Profibereich, als er gegen AE Larisa in der Super League 2 eingesetzt wurde. Insgesamt spielte er 2021/22 19 Mal in der zweiten griechischen Liga und stand auch schon in der ersten Mannschaft im Kader. Bis zur Winterpause 2022/23 spielte er weitere vier Mal für die zweite Mannschaft.
Anschließend wechselte er im Januar 2023 zum französischen Zweitligisten Le Havre AC. Nach fünf Einsätzen in der Ligue 2 schaffte er mit seinem neuen Team den Aufstieg in die Ligue 1 als Meister. Dort debütierte er am siebten Spieltag gegen den OSC Lille bei einer 0:2-Niederlage über die vollen 90 Minuten.

### Nationalmannschaft
In den Jahren 2018 und 2019 kam Kinkoué zu acht Einsätzen und einem Tor für die U17-Junioren Frankreichs.

## Familie
Sein Vater Étienne Kinkoué war ebenfalls Profifußballspieler und spielte in der Türkei und Tschechien erstklassig.

## Erfolge
Le Havre AC
- Meister der Ligue 2 und Aufstieg in die Ligue 1: 2023